# Reichsgau de Wartheland
El reichsgau Wartheland (inicialmente reichsgau Posen, también: Warthegau) fue un reichsgau alemán nazi formado a partir de partes del territorio polaco anexado en 1939 durante la Segunda Guerra Mundial. Comprendió la región de la Gran Polonia y áreas adyacentes. Partes del Warthegau coincidían con la provincia prusiana pre-Versalles de Posen. El nombre derivó inicialmente de la ciudad capital, Posen o Poznań y más tarde del río principal, Warthe (Varta).
Durante las particiones de Polonia desde 1793, la mayor parte del área había sido anexada por el Reino de Prusia hasta 1807 y denominada Prusia del Sur. Desde 1815 hasta 1849, el territorio estuvo dentro del gran ducado de Posen, que era la provincia de Posen, hasta que Polonia se restableció en 1918-1919 después de la Primera Guerra Mundial. El área es actualmente el voivodato de Gran Polonia.

## Invasión y ocupación de Polonia

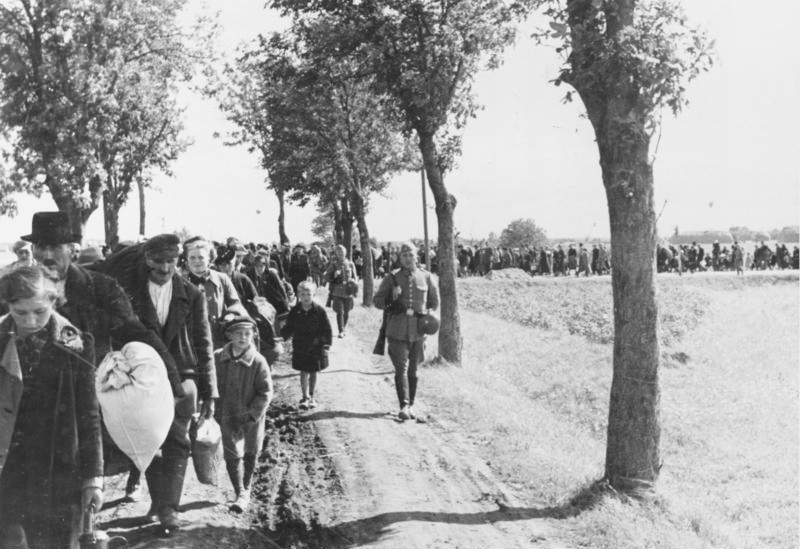
Polacos siendo llevados a los trenes bajo la vigilancia del ejército alemán, como parte de la limpieza étnica alemana nazi del oeste de Polonia anexada al Reich inmediatamente después de la invasión de 1939.

Después de la invasión de Polonia, el territorio conquistado de la Gran Polonia se dividió entre cuatro reichsgaue y el área del Gobierno General (más al este). El militärbezirk Posen fue creado en septiembre de 1939, y el 8 de octubre de 1939 fue anexado por Alemania, como el reichsgau Posen, con el SS Obergruppenfuhrer Arthur Greiser como el único gauleiter. El nombre de reichsgau Wartheland se introdujo el 29 de enero de 1940.
La Wehrmacht estableció allí la Wehrkreis XXI, con sede en Poznań, bajo el mando del general der artillerie Walter Petsel. Su unidad operativa principal fue la 48.º Panzer Korps, que abarcaba la llamada militärische unterregion-Hauptsitze, incluyendo Poznań, Leszno, Inowrocław, Włocławek, Kalisz y Łódź. Mantuvo áreas de entrenamiento en Sieradz y Biedrusko. El territorio estaba habitado predominantemente por polacos étnicos con una minoría alemana del 16.7% en 1921, y los judíos polacos, la mayoría de los cuales fueron encarcelados en el gueto de Łódź con el tiempo, y exterminados en vernichtungslager Kulmhof dentro de los próximos dos años.

## Características
El gauleiter del reichsgau de Wartheland, Arthur Greiser, se embarcó en un programa de eliminación completa de la antigua ciudadanía polaca tras su nombramiento por Heinrich Himmler. El plan también implicó la reubicación de alemanes étnicos del Báltico y otras regiones en granjas y casas que antes eran propiedad de polacos y judíos. También autorizó la operación clandestina para exterminar a 100.000 judíos polacos (aproximadamente un tercio de la población judía total de Wartheland), en el proceso de "germanización" de la región. En el primer año de la Segunda Guerra Mundial, unos 630.000 polacos y judíos fueron expulsados por la fuerza de Wartheland y transportados al Gobierno General (más de 70.000 sólo de Poznań) en una serie de operaciones llamadas Kleine Planung que cubren la mayoría de los territorios polacos anexados por Alemania.
A finales de 1940, unos 325.000 polacos y judíos de Wartheland y el corredor polaco fueron expulsados al Gobierno General, a menudo obligados a abandonar la mayoría de sus pertenencias. Las muertes fueron numerosas. En 1941, los nazis expulsaron a otras 45.000 personas, y desde el otoño de ese año "comenzaron a matar a judíos disparando y en furgonetas de gas, al principio de forma espasmódica y experimental". reichsgau Wartheland tenía una población de 4.693.700 en 1941. Greiser escribió en noviembre de 1942: "Yo mismo no creo que el Führer deba ser consultado nuevamente en este asunto, especialmente porque en nuestra última discusión con respecto a los judíos, me dijo que podría proceder con esto según mi propio juicio."

## Final de la guerra
Para 1945, casi medio millón de Volksdeutsche germanos habían sido reasentados en el Warthegau solo entre las áreas anexadas por la Alemania nazi. Cuando el Ejército Rojo lanzó la Ofensiva del Vístula-Óder comenzaron a empujar a las fuerzas nazis en retirada a través de las tierras polacas. La mayoría de los residentes alemanes, junto con más de un millón de colonos, huyeron hacia el oeste. Algunos no lo hicieron, debido a las restricciones impuestas por el propio gobierno de Alemania y el rápido avance del Ejército Rojo. Aproximadamente 50.000 refugiados murieron a causa de las severas condiciones invernales, otros por las atrocidades cometidas por los militares soviéticos. La población étnicamente alemana restante fue expulsada a la nueva Alemania después de que terminara la guerra.